# Puch-Campagnolo-Sem
L'equip Puch-Campagnolo-Sem va ser un equip ciclista francès que competí professionalment el 1980. Va tenir a Jean de Gribaldy en la direcció esportiva i a Joaquim Agostinho com a cap de files.
A finals de temporada l'estructura es va dividir entre els equips Sem-France Loire-Campagnolo i Puch-Wolber-Campagnolo.

## Principals resultats
- Coors Classic: Jonathan Boyer (1980)

### A les grans voltes
- Volta a Espanya
  - 0 participacions

- Tour de França
  - 1 participacions (1980)
  - 0 victòria d'etapa:
  - 0 victòria final:
  - 0 classificacions secundàries:

- Giro d'Itàlia
  - 0 participacions

## Composició de l'equip
|
| Llista de l'equip 1980  | Llista de l'equip 1980 | Llista de l'equip 1980       | Llista de l'equip 1980 |
| Ciclista                | Data de naixement      | Equip previ                  |                        |
| ----------------------- | ---------------------- | ---------------------------- | ---------------------- |
| Joaquim Agostinho       | 7 de abril de 1943     | Flandria-Ça va seul (1979)   |                        |
| Charly Bérard           | 27 de setembre de 1955 |                              |                        |
| Jonathan Boyer          | 8 de octubre de 1955   |                              |                        |
| Patrick Busolini        | 14 de novembre de 1954 | Inoxpran (1979)              |                        |
| Marco Chagas            | 19 de novembre de 1956 |                              |                        |
| Alain De Carvalho       | 9 de juny de 1953      |                              |                        |
| Patrick Hosotte         | 25 de juliol de 1957   |                              |                        |
| Jean-Paul Hosotte       | 11 de març de 1955     |                              |                        |
| Hans-Peter Jakst        | 23 de juliol de 1954   |                              |                        |
| Jacques Michaud         | 11 de juliol de 1951   |                              |                        |
| Daniel Müller           | 17 de novembre de 1957 |                              |                        |
| Hans Neumayer           | 10 de gener de 1956    |                              |                        |
| Régis Ovion             | 3 de març de 1949      | Peugeot-Esso-Michelin (1979) |                        |
| Henry Rinklin           | 15 de setembre de 1957 |                              |                        |
| Jean-François Rodriguez | 19 de desembre de 1957 |                              |                        |
| Roland Salm             | 21 de febrer de 1950   |                              |                        |
| Jacques Stablinski      | 11 de agost de 1957    | Fiat (1979)                  |                        |
| Dietrich Thurau         | 9 de novembre de 1954  | IJsboerke-Warncke Eis (1979) |                        |
| Jean-Raymond Toso       | 17 de desembre de 1952 |                              |                        |
| Roland Vögeli           | 18 de octubre de 1959  |                              |                        |
| Jostein Wilmann         | 15 de juliol de 1953   |                              |                        |
|                         |                        |                              |                        |
| Font: Cycling Archives  |                        |                              |                        |